# Mahindra Racing
Mahindra Racing is een motorsportteam dat uitkwam in de Moto3-klasse van het wereldkampioenschap wegrace en een autosportteam dat uitkomt in de Formule E. Het is het eerste Indiase team dat uitkomt in deze klasse.

## Geschiedenis
Mahindra Racing stapte in de 125cc-klasse in 2011 en bleef rijden toen de naam werd veranderd naar Moto3 in 2012. Tijdens het verblijf van het team in deze klasse heeft het verschillende coureurs gebruikt. In 2011 reden Marcel Schrötter en Danny Webb voor het team. In 2012 reden zij opnieuw voor het team, waarbij Schrötter halverwege overstapte naar de Moto2 en werd vervangen door Riccardo Moretti en later Miroslav Popov. In 2013 reed het team met Efrén Vázquez en Miguel Oliveira, met een wildcard in enkele races voor Andrea Locatelli. In de Grand Prix van Maleisië behaalde Oliveira, na twee jaar zonder noemenswaardige resultaten, de eerste podiumplaats voor het team door achter Luis Salom en Álex Rins te eindigen. In 2014 werd Vázquez vervangen door Arthur Sissis, die na een half seizoen weer werd vervangen door Andrea Migno.
In het seizoen Formule E seizoen 2014-2015 komt het team ook uit in de autosport in het elektrische kampioenschap Formule E. Zij rijden met Karun Chandhok en Bruno Senna, die eerder al teamgenoten waren in zowel de GP2 Series als de Formule 1.
In het seizoen 2020 reden ze met Jérôme D'Ambrosio en Pascal Wehrlein. 